# 皮夏內 (夏斯季耶區)
48°45′25″N 39°21′30″E / 48.75694°N 39.35833°E
皮夏内（烏克蘭語：Піщане）是位於烏克蘭東部的村莊，由盧甘斯克州夏斯季耶区的下泰普萊市鎮負責管轄。該村始建於1928年，面積0.28平方公里，海拔高度43米，2001年人口20，人口密度每平方公里71.4人。